# 卡爾·贊堅斯
卡爾·贊堅斯爵士（Sir Karl William Pamp Jenkins，1944年2月17日—），CBE，FRAM，HonFLSW，是一名出生於威爾斯的當代英國作曲家，先後獲頒OBE（2005年）及CBE（2010年），2015年獲封爵。

## 背景
贊堅斯早年以創作廣告音樂為主，後來亦涉足古典音樂，作曲風格較常採用有調性及模仿巴洛克時期或古典時期的新古典主義音樂，其中最為人所認識的，是1993年他為De Beers廣告寫了約30秒的音樂Jingle，採用了巴洛克時期大協奏曲的風格寫成，後來他把 Jingle 中的音樂動機加以擴展，最終於1996年完成了三樂章、為絃樂團寫成的大協奏曲風格形式作品《帕拉底歐》。
他的作品（Welsh for Crossing the Stone）在2023年的查理斯三世及卡米拉皇后加冕大典中被演奏。贊堅斯亦被獲邀出席。

## 外部連結
- 官方網頁 （页面存档备份，存于）
- Biography at Calyx (Canterbury music website) （页面存档备份，存于）
- Karl Jenkins on MySpace （页面存档备份，存于）
- Karl Jenkins biography from BBC Wales （页面存档备份，存于）
- Karl Jenkins interview
- Karl Jenkins' life in pictures （页面存档备份，存于）（Classic FM（英语：Classic FM (UK)））